# Estación de Les Fonts
Les Fonts es una estación de ferrocarril suburbano de la línea S1 de la línea Barcelona-Vallés operada por FGC situada en la urbanización de Les Fonts que hoy en día está entre los términos municipales de Tarrasa y San Quirze del Vallés, aunque la estación se encuentra en el de Tarrasa. En 2018 registró un tráfico de 410 279 usuarios.

## Situación ferroviaria
La estación de Les Fonts se encuentra en el punto kilométrico 15,8 de la línea férrea de ancho internacional Las Planas-Tarrasa, a 196 metros de altitud. El tramo es de vía doble y está electrificado.

## Historia
La estación fue puesta en servicio el 15 de agosto de 1920, aunque ya el tren ya pasaba desde 1919, cuando se había puesto en servicio la línea entre Rubí y Tarrasa, por parte de la empresa de los Ferrocarriles de Cataluña (FCC), que estaba ampliando el Tren de Sarriá hacia el Vallés.
La necesidad de contar con un paso de cruce de trenes entre estas dos ciudades, excesivamente distantes, llevó a la construcción de Les Fonts en un punto muy poco urbanizado pero en el que se buscaba desarrollar una zona residencial tipo ciudad jardín, satélite de Tarrasa. La estación original constaba de dos edificios y dos vías (la general y una derivada) con andenes laterales. El edificio de pasajeros estaba ubicado a la izquierda de las vías y era de una sola planta. A la derecha del edificio de pasajeros estaba el edificio de servicios. La estación fue modificada posteriormente, instalando altos andenes desplazados a Tarrasa, marquesinas y la ampliación en la década de 1950 del edificio de pasajeros, añadiendo un piso y una zona con porche. Más tarde, se construyó una nueva sub-central eléctrica y el paso a nivel entre plataformas fue reemplazado por un nuevo escalón inferior, con la llegada de la doble vía a principios de la década de 1990.

## La estación[2]
La actual estación de Les Fonts cuenta con las dos vías generales con andenes laterales y se mantiene el edificio de viajeros, que sirve como uno de los dos accesos a las instalaciones. La entrada a dicho edificio es a través de una zona ajardinada, desde la calle Reverendo Parramón o desde el Paseo del Ferrocarril. El interior del edificio de pasajeros cuenta con un vestíbulo con máquinas expendedoras de billetes y barreras de control de acceso, entre otras instalaciones. Desde el edificio de pasajeros se puede acceder directamente a la plataforma de la vía 2 por una escalera o rampa o bajar al escalón inferior entre plataformas, que cuenta con una escalera fija y un ascensor para cada una de las plataformas. En cada plataforma hay un edificio que alberga el ascensor y la salida de las escaleras. El mismo escalón inferior conduce al segundo acceso a la estación de Les Fonts, situada junto al arroyo Rubí. Este acceso conduce a una senda peatonal desde el Paseo del Ferrocarril y también a un puente que cruza el arroyo desde la calle Caterina Albert. A través del puente peatonal se puede ir a una amplia zona de aparcamiento de vehículos o conectar con los autobuses urbanos de Terrassa y el autobús de los polígonos del sur de la ciudad.

## Servicios ferroviarios
El horario de la estación se puede descargar del siguiente enlace. El plano de las líneas del Vallés en este enlace. El plano integrado de la red ferroviaria de Barcelona puede descargarse en este enlace.
| << cabecera                   | < estación | línea | estación >     | cabecera >>             |
| ----------------------------- | ---------- | ----- | -------------- | ----------------------- |
| Línea Barcelona-Vallés de FGC |            |       |                |                         |
| Barcelona-Plaza de Cataluña   | Rubí       |       | Tarrasa-Rambla | Tarrasa-Naciones Unidas |